# О данима
О данима је шести студијски албум српске музичке групе Darkwood Dub. Албум је објављен 10. децембра 2004. године за издавачку кућу Б92.

## О албуму
Ако је прошли албум „Живот почиње у 30-ој“ представљао најаву одласка у новом правцу, О данима је први прави резултат софистициране метаморфозе кроз коју Дарквуди пролазе. Више него иједан албум до сада, О данима представља стилски заокружен пројекат са доминантним осећањем помало сетне али искрене и чисте ведрине. Вративши се класичној „поп структури“, Дарквуд Даб откривају до сада непознату, готово архаичну топлину звука и односа инструмената тако да се повремено може учинити да слушате неки од великих албума седамдесетих. Права стратегија овог остварења је управо у самосвесном ограничавању формом које је као резултат донело прочишћавање од свих сувишних елемената и избегавање замке претенциозности. 

## Списак песама
- Аутор свих текстова је Дејан Вучетић. За компоновање музике била је заслужна цела група.[1]

| №               | Назив              | Напомене                        | Трајање |  |
| 1.              | Мелос              |                                 | 4:49    |  |
| 2.              | Региони            |                                 | 7:32    |  |
| 3.              | Лака радост        | гост: Владимир Коларић (вокал)  | 5:30    |  |
| 4.              | Простор између нас |                                 | 3:18    |  |
| 5.              | Огреботина         |                                 | 4:45    |  |
| 6.              | Облак хитре сенке  |                                 | 3:49    |  |
| 7.              | Неко мисли         |                                 | 3:46    |  |
| 8.              | Централа           | гост: Владимир Ђорђевић (вокал) | 5:12    |  |
| 9.              | О данима...        | гост: Владимир Коларић (вокал)  | 4:18    |  |
| Укупно трајање: | Укупно трајање:    | Укупно трајање:                 | 42:59   |  |